# Vlag van Veghel

Tweede vlag van de gemeente Veghel (1994-2016)

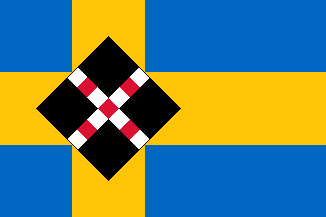
Eerste vlag (1969-1994)

Onofficiële vlag (tot 1969)

De vlag van Veghel werd op 27 oktober 1994 bij raadsbesluit vastgesteld als de gemeentelijke vlag van de Noord-Brabantse gemeente Veghel. Het was de tweede officiële vlag van de gemeente sinds haar oprichting. 

## Geschiedenis

### Oude onofficiele vlag
Sierksma beschrijft in 1962 een niet-officiële vlag als volgt: 
Twee evenhoge banen van blauw en geel.
De kleuren zijn ontleend aan het gemeentewapen.

### Vlag van 1969
De eerste officiële vlag werd op 23 december 1969 bij raadsbesluit vastgesteld. In deze vlag was het familiewapen van het geslacht van Erp opgenomen. De beschrijving van deze vlag luidt als volgt:
Blauw met een geel kruis op 1/3 van de vlaglengte met armen ter dikte van 1/3 van de vlaghoogte; op het snijpunt der armen een zwart, op zijn punt gesteld vierkant, waarvan de diagonaallengte gelijk is aan 2/3 van de vlaghoogte; op het vierkant een schuinkruis, geschaakt van acht witte en vijf rode blokken.
De vlag was door de Stichting voor Banistiek en Heraldiek ontworpen. Uitgangspunt bij het ontwerp van deze vlag was het eerste wapen van Veghel, met een centraal geplaatste heilige met een kerk in de hand. Deze worden voorgesteld door het kruis, dat herinnert aan de oude vorm van een kruiskerk. Onderscheidend voor Veghel is hier overheen het wapen van de heren Van Erp geplaatst, die de laatste eigenaren van de heerlijkheid Veghel waren. Dit wapenbeeld is in de oorspronkelijke kleuren in een vierkant geplaatst, omdat een wapen niet op een vlag thuishoort.

### Vlag van 1994
Na de samenvoeging van de gemeenten Veghel en Erp tot de nieuwe gemeente Veghel werd een nieuwe vlag ontworpen. Hierbij is gebruik gemaakt van het tweede gemeentewapen van Veghel, waarbij om esthetische redenen de kleuren rood en zwart van plaats verwisseld zijn. De beschrijving luidt:
Rood met een rechthoekig schuinkruis, geblokt van zwart en wit, waarvan de hoogte der armen een vijfde deel van de hoogte van de vlag bedraagt en waarvan het snijpunt der armen op een derde van de lengte van de vlag ligt.
Overigens voerde de oude gemeente voor 1969 een onofficiële vlag met twee horizontale banen in de kleuren blauw en geel. Deze kleuren zijn afkomstig van het eerste gemeentewapen van Veghel.
Op 1 januari 2017 is de gemeente Veghel opgegaan in de nieuw opgerichte gemeente Meierijstad.

## Verwante afbeeldingen

Familiewapen van het geslacht van Erp
Tweede wapen van Veghel sinds 1994
Eerste wapen van Veghel (1817-1994)

Aalburg 
· Aarle-Rixtel 
· Alphen en Riel 
· Bakel en Milheeze 
· Beek en Donk 
· Beers 
· Berghem 
· Berkel-Enschot 
· Berlicum 
· Bladel en Netersel 
· Borkel en Schaft 
· Boxmeer 
· Budel 
· Chaam 
· Cuijk 
· Cuijk en Sint Agatha 
· Den Dungen 
· Diessen 
· Dinteloord en Prinsenland 
· Drunen 
· Dussen 
· Engelen 
· Erp 
· Esch 
· Escharen 
· Fijnaart en Heijningen 
· Geffen 
· Geldrop 
· Gemert 
· Giessen 
· Ginneken en Bavel 
· Grave 
· 's Gravenmoer 
· Haaren 
· Halsteren 
· Haps 
· Heesch 
· Heeswijk-Dinther 
· Heeze 
· Helvoirt 
· Hoeven 
· Hooge en Lage Mierde 
· Hooge en Lage Zwaluwe 
· Hoogeloon, Hapert en Casteren 
· Huijbergen 
· Klundert 
· Landerd 
· Leende 
· Liempde 
· Lieshout 
· Lith 
· Luyksgestel 
· Maarheeze 
· Maasdonk 
· Made en Drimmelen 
· Megen, Haren en Macharen 
· Mierlo 
· Mill en Sint Hubert 
· Moergestel 
· Nieuw-Ginneken 
· Nieuw-Vossemeer 
· Nistelrode 
· Nuland 
· Oeffelt 
· Oost-, West- en Middelbeers 
· Oploo, Sint Anthonis en Ledeacker 
· Ossendrecht 
· Oud en Nieuw Gastel 
· Oudenbosch 
· Prinsenbeek 
· Putte 
· Raamsdonk 
· Ravenstein 
· Reusel 
· Riethoven 
· Rijsbergen 
· Rijswijk 
· Roosendaal en Nispen 
· Rosmalen 
· Schaijk 
· Schijndel 
· Sint Anthonis 
· Sint-Oedenrode 
· Sprang-Capelle 
· Standdaarbuiten 
· Terheijden 
· Teteringen 
· Uden 
· Udenhout 
· Veghel
· Vessem, Wintelre en Knegsel 
· Vierlingsbeek 
· Vlijmen 
· Wanroij 
· Waspik 
· Werkendam 
· Westerhoven 
· Willemstad 
· Woudrichem 
· Wouw 
· Zeeland 
· Zevenbergen
1. ↑   Sierksma, Kl. (1962 (herdruk 2008)). Nederlands vlaggenboek. Het Spectrum, p.122-123. ISBN 9789031502882.